# 加賀谷武夫
加賀谷 武夫（かがや たけお、1939年（昭和14年）12月28日 - ）は、日本の銀行家。北都銀行頭取を務めた。

## 来歴・人物
秋田県秋田市土崎港出身。実家は秋田港近くの鮮魚問屋。3、4年、銀行で経験を積んだら家業を継ぐつもりでいた。
秋田県立秋田高等学校、早稲田大学政治経済学部を卒業後、当時横手市に本店のあった羽後銀行に入行、総合企画部長などを歴任する。
北都銀行に移行後は同期入行であった齋藤隆夫頭取を常務、専務として支え、2003年、齋藤の後任として頭取に就いた。
頭取在任時は、ビジネス商談会を軌道に乗せ、エリアサポートチームを新設したほか、みちのく銀行、荘内銀行、東北銀行と債権流動化で提携をむすんだ。また情報処理システムを自営からPROBANKに切り替える施策も講じた。　
2008年、荘内銀行との経営統合に際し、新体制で統合協議に臨むべく、任期1年を残し非常勤相談役に退いた。

## 略歴
- 1958年（昭和33年）- 秋田県立秋田高等学校卒業。
- 1963年（昭和38年）- 早稲田大学政治経済学部卒業後、羽後銀行入行。
  - 以降、営業企画部長、市場金融部長兼市場金融課長、総合企画部長兼資金証券部長等を歴任する。
- 1992年（平成4年）- 取締役人事部長委嘱。
- 1993年（平成5年）- 合併。北都銀行取締役人事第一部長委嘱。
- 1996年（平成8年）- 同常務取締役。
- 2000年（平成12年）- 同専務取締役。
- 2003年（平成15年）- 同頭取。
- 2008年（平成20年）- 同相談役。